# Funicular dos Guindais
Funicular dos Guindais är en 282 meter lång bergbana i Porto i Portugal som går  från Duero i närheten av  Ponte Dom Luís I (Av. Gustave Eiffel) längs stadsmuren till Praça do Bathala (Rua Augusto Rosa). Färden tar cirka tre minuter och höjdskillnaden är 61 m.
Den första bergbanan på platsen invigdes den 3 juni 1891 och stängde den 15 juni 1893 efter att en av vagnarna hade spårat ur och rasat utför sluttningen.

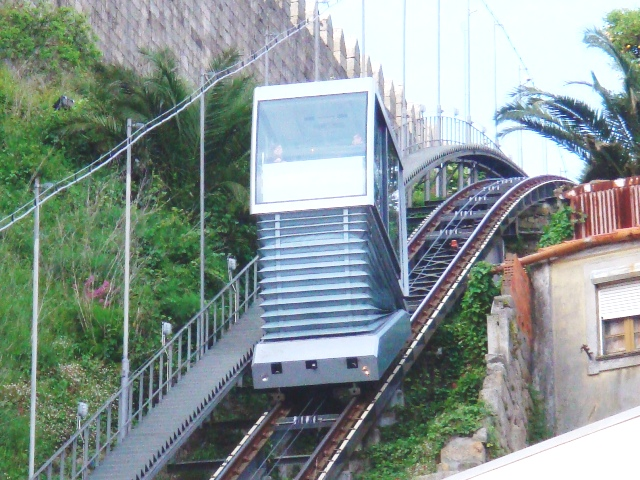
En vagn i banans brantaste parti.

År 2000 beslöt man att bygga en ny bergbana på samma plats. Den följer den gamla linjesträckningen med en största lutning på 55 %. Den brantaste delen av banan går ovan jord och den översta delen i en 90 meter lång tunnel. Vagnarna, som har plats för 25 passagerare vardera, lutar automatiskt i färdriktningen så att passagerarutrymmet alltid är vågrätt. 
Bergbanan, som invigdes den 19 februari 2004, är öppen mellan klockan 8 och 20 på vardagar och från 8 till 24 på helgerna.